# Acanthephippium javanicum
Acanthephippium javanicum es una orquídea de hábito terrestre originaria de Asia.

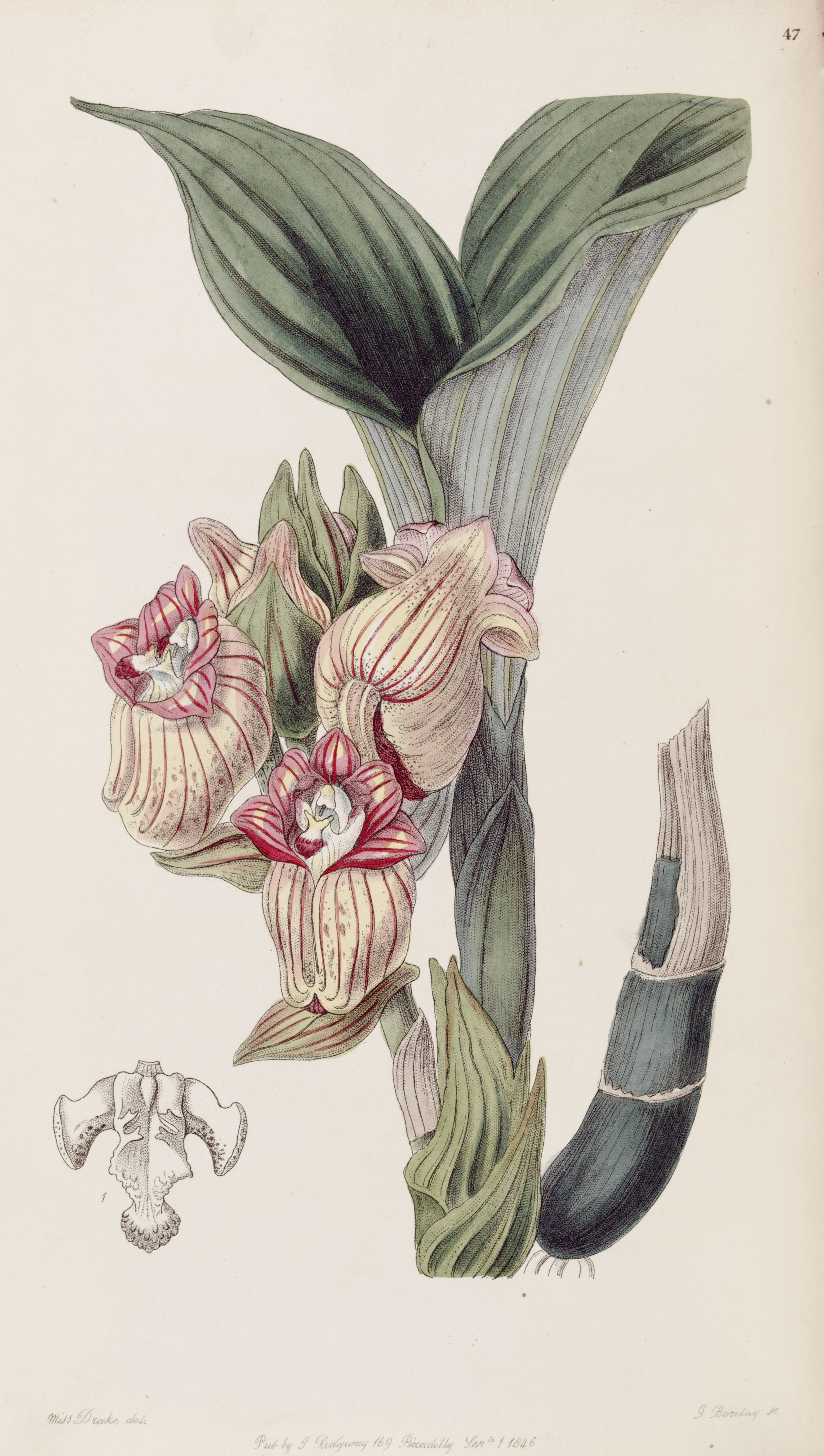
Ilustración

## Descripción
Es una orquídea de gran tamaño, que prefiere el clima cálido; es de hábito terrestre con pseudobulbos alargados de forma cilíndrica; tiene de 2 a 4 hojas oblongas, acuminadas, con la base peciolada; florece en primavera en una o dos inflorescencias basales de 20 cm de largo con 1 a 6 flores por inflorescencia.

## Distribución y Hábitat
La planta se encuentra en Malasia, Java, Sumatra, y las Filipinas en alturas de alrededor de 760 m s. n. m.

## Cultivo
Las plantas deben ser cultivadas a la sombra, con temperaturas intermedias. Crecen en un suelo con buen drenaje terrestre con mezcla de corteza mediana y perlita.  A las plantas no les gusta ser trasplantadas a menudo. Mantener húmeda la planta y proporcionar agua con regularidad durante la temporada de crecimiento. Durante el invierno reducir el riego.

## Taxonomía
Acanthephippium javanicum fue descrita por  Carl Ludwig Blume  y publicado en Bijdr.: 354 (1825).
Etimología
Acanthephippium: nombre genérico que procede de las palabras griegas: " acanthos " = " espinoso " y " ephippion " = " sillín "" asiento ", en referencia a la estructura del labelo que se asemeja a una silla de montar.
javanicum: epíteto geográfico que alude a su localización en la Isla de Java.